# Mytologie

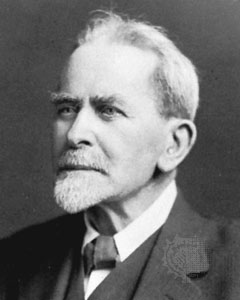
Sir James George Frazer, jeden z nejvýznamnějších mytologů 19. století

Mytologie, mythologie (z řec. mythos = slovo; logos = řeč, nauka), bájesloví, případně bájeslovectví je jednak vědní disciplína zabývající se studiem mýtů, jednak soubor mýtů určitého národa, kultury či etnické skupiny (např. egyptská mytologie, řecká mytologie, římská mytologie). Doslovně „mytologie“ znamená „vyprávění příběhu“. Mytologie bývá tradičně řazena do antropologie náboženství.

## Starověk a středověk
Nejstarší kritická reflexe mýtů se objevuje u prvních řeckých filosofů, například představitelů Milétské školy, kteří v opozici k tradiční kosmologii hledali původ světa v pralátce (arché). O něco později Xenofanés odmítl antropomorfní bohy, argumentoval tím, že kdyby zvířata uměla vytvářet sochy a obrazy, také by bohy zobrazila k obrazu svému. Hérakleitos se domníval, že neexistuje nic věčného ani neměnného a povýšil na nejvyšší princip Logos. Platón sice literární zpracování klasických mýtů odmítal, přestože ve svých filosofických dílech s některými mýty pracoval, s jeho dílem je spojen například mýtus o Atlantidě nebo mytologické představy o reinkarnaci. Je také prvním autorem, v jehož díle je doloženo slovo mytologie. Mezi první teoretické modely podstaty mýtu patří názor Theagenése z Rhegia, který mýtu přisuzuje symbolickou hodnotu, z čehož vyplývá že by měl být chápán jako alegorie. U Hérodota se zas objevuje názor že mýty jsou překroucením historie a že bohové byly původně výjimečnými lidmi. Tato teorie se podle řeckého filosofa Euhémera nazývá euhemerismus. Pojetí alegorie se později prosadilo především u stoiků, zatímco euhemerismus u epikurejců a také u patristických a středověkých křesťanských učenců. Někteří autoři jako Cicero ovšem oba názorové směry úspěšně kombinovali. Římský filozof Lucretius zase proslul racionálními argumenty proti existenci kentaurů, draků a podobných monster. V době středověku byly poprvé zaznamenány neklasické mýty, například irskými mnichy zkompilované knihy o dobývání Irska, Gesta Danorum Saxona Grammatica nebo Prozaická Edda Snorriho Sturlusona; z této doby pocházejí i nejdůležitější zprávy o slovanské mytologii v Helmondově, Kosmově či Nestorově kronice.

## Období raného novověku
Během renesance studium mýtů přes zájem o klasickou kulturu stagnovalo, Daniel Heinsius se pokoušel o srovnání antické mytologie se Starým zákonem, na což v 17. století navázal Samuel Bochart, který mimo jiné ztotožnil Prométheova otce Iapetea s hebrejským Jáfetem. Až během 18. století začaly vznikat práce jako O původu pohádek Bernarda Fontelleho, O kultu fetišů Charlese de Brosses nebo Nová věda Giambattisty Vica, které představovaly už poměrně vyspělý model chápání mýtů. V druhé polovině 18. století zájem o mýty rapidně vzrostl díky nástupu romantismu, který je přijímal někdy až s nekritickým obdivem. Novou vlnu bádání zahájil německý filosof Johann Gottfried Herder, jehož myšlenky ovlivnily pozdější národní obrození, a dále bratři Grimmové, Friedrich Schelling a později Ernst Cassirer, kteří prosazovali autonomii mýtu. Zvláště Cassierer koncem 19. století přikládal mýtu ústřední význam, označil mýtus za podloží, z něhož vyrůstají další lidské formy prožívání a poznávání reality, jako je umění, náboźenství, právo, ale i věda a technika.
Ještě předtím, počátkem 19. století měly velký vliv na rozvoj mytologie vykopávky na Předním východě a v Egyptě, kolonizace Indie a rozpoznání existence indoevropské jazykové skupiny Williamem Jonesem. To vyústilo mimo jiné ve vznik srovnávací mytologie založené na srovnávací lingvistice, což však vedlo k nedostatečně zdůvodněnému ztotožňování mytických postav na základně jazykové podobnosti.

## 19. století
Počátkem 19. století se široce rozšířila interpretační metoda alegorie vykládající mýty pomocí jednoho úzkého přírodního jevu, například bouře u Adalberta Kuhna, ohně u Johanna Hertela, měsíce u Georga Hüsinga a slunce u Maxe Müllera či heliolitické školy. Poslední jmenovaná teorie byla obzvláště vlivná a v konečném důsledku podpořila dlouhou diskreditaci srovnávací mytologie. Tuto metodu uplatlin v kontextu slovanské mytologie i Karel Jaromír Erben.
Na konci 19. a začátku 20. století se stal dominantním přístupem ritualismus, často ve spojení s evolucionismem. Vědci v tomto období hledají nejarchaičtější či nejpůvodnější formu náboženství a mytologie, sestavují evoluční linie. Klíčovou roli má studium vztahů mezi mýtem a rituálem,nto směr byl představován především Jamesem Frazerem proslaveným dílem Zlatá ratolest, Edwardem Tylorem a Jane E. Harrisonová. Podle této teorie je mýtus verbalizovaným rituálem. Pokud rituál zanikne, mýtus tím ztrácí svou funkci a postupně je degradován, často až do žánru pověsti či pohádky.
Odpovědí na evolucionismus se stává difuzionismus, zaměřený na výzkum rozšíření kulturních jevů, vymezování kulturních celků a jejich vzájemné interakce, šíření kulturních fenoménů včetně mýtů migrací a kulturní výměnou. Významným představitelem tohoto směru byli Franz Boas a Wilhelm Schmidt, známý svou kontroverzí teorií urmonoteismu, podle níž primitivní lidské kultury vyznávaly monoteismus, zatímco polyteistické mytologie vznikly sekundárně, degenerací prapůvodního monoteismu.
Vlivné byly také teorie založené na sociologii, představované například Émilem Durkheimem, Marcelem Maussem a Paulem Radinem, podle nichž mýty plní především funkci společenské smlouvy, napomáhají udržovat optimální mezilidské vztahy, zvyšují soudržnost lidské komunity a schopnost jejího fungování. Ve dvacátém století na toto pojetí mytologie navázali Mary Douglas a Clifford Geertz, pro něhož byly mýty veřejným vyjádřením způsobu, jakým příslušníci určité kultury rozumí světu kolem sebe.

## 20. století
Co se psychoanalýzy týče, mýty studoval již Freud, který ale k mýtům a náboženství obecně zaujímal spíše negativní postoj. Mnohem větší pozornost jim věnovala jungiánská odnož. Sám Jung v mýtech viděl projevy kolektivního nevědomí a věnoval velkou pozornost teorii archetypů. Jeho myšlenky rozvedl například Joseph Campbell, podle něhož mýtus představuje cestu lidského jedince k poznání sebe sama. K dalším představitelům psychoanalýzy v mytologii patřili Otto Rank, Richard Somerset Raglan nebo James Hillman.
Značný vliv měl na mytologii též strukturalismus v díle Claude Lévi-Strausse. V jeho díle došlo ke sblížení mytologie s antropologií, neboť mýty v sobě dle Lévi-Strausse kódují základní struktury každé lidské společnosti, jež je možné vyjádřit pomocí řady binárních opozic. Naproti tomu Mircea Eliade přistupoval k mytologii z hlediska hermeneutické religionistiky, především zdůrazňoval protiklad posvátného a profánního, případně chaosu a řádu. Ústřední pro něj byl pojem posvátna jako nezávisle existující entity, která proniká do profánního světa každodenní lidské existence; tento proces pronikání posvátna do běžné reality se označuje jako „hierofanie“. Mýty podle Eliadeho zachycují okamžiky „hierofanie“, která s sebou přináší i přeměnu chaosu v řád.
Od poloviny 20. století se také začala vracet indoevropská srovnávací mytologie, představovaná hlavně dílem Georgese Dumézila a jeho trojfunkční teorií, na rozdíl od raných srovnávacích teorií založená především na kritické analýze textů.
Mezi nejnovější tendence v přístupu ke studiu mýtů představuje kognitivní religionistika, například v díle Pascala Boyera nebo v podobě spojené s antropologií u Jareda Diamonda.